# Parapsykologi

Tidig parapsykologisk forskning använde sig av Zenerkort i experiment som designades för att testa möjlig telepatisk förmåga.

Parapsykologi (av grekiskans παρά para, "vid sidan" + psykologi) är studiet av hypotetiska paranormala fenomen. Studieobjekten inkluderar extrasensorisk perception (ESP), psykokinesi och medvetandets överlevande efter döden. 
Fältet har länge haft problem med att få acceptans som en vetenskaplig disciplin och betraktas av många forskare som pseudovetenskap. Ett annat sätt att relatera till parapsykologins status som vetenskap är att paranormala företeelser (oaktat om de verkligen existerar eller inte) möjligen skulle kunna undersökas vetenskapligt, vilket gör att forskningen snarare är att betrakta som marginalvetenskap.
Parapsykologer kallar de påstådda fenomenen de studerar psi, en neutral term som inte stipulerar någon orsak till fenomenen eller upplevelserna av dem. Mycket av den parapsykologiska forskningen går ut på att med olika metoder hitta reproducerbara belägg för att fenomenen de studerar faktiskt förekommer.
Hittills har inga vetenskapliga belägg för existensen av paranormala fenomen blivit allmänt accepterade, och forskningen som görs lyckas sällan bli publicerad i de bättre vetenskapliga tidskrifterna. Istället är de förpassade till ett mindre antal tidskrifter inriktade specifikt på parapsykologi, vilket medför trovärdighetsproblem rörande kvaliteten på dess referentgranskning.

## Historia
Termen parapsykologi myntades redan 1889 av psykologen Max Dessoir. Den övertogs av J.B. Rhine på 30-talet för att ersätta termen psychical research  i syfte att indikera rörelsen mot laboratorieexperiment vid studiet av fenomenen.

### Parapsykologi idag
Sedan 1970-talet har nutida parapsykologisk forskning gått tillbaka betydligt i USA. Tidig forskning betraktades inte som avgörande och parapsykologer möttes av starkt motstånd från sina akademiska kolleger. Vissa effekter som troddes vara paranormala, till exempel Kirlianfotografi, försvann under mer kontrollerade former, vilket gjorde denna slags forskning till en återvändsgränd. Många universitetslaboratorier i USA har lagt ner verksamheten med bristande acceptans från den etablerade vetenskapen som skäl. Detta har begränsat huvuddelen av nuvarande parapsykologisk forskning till privata institutioner finansierade med privata medel. Efter 28 års forskning lade Princeton Engineering Anomalies Research Laboratory (PEAR) ner sitt laboratorium år 2007.
Två universitet i USA har fortfarande akademiska parapsykologiska laboratorier: Avdelningen för perceptuella studier, en enhet vid institutionen för psykiatrisk medicin vid University of Virginia där möjligheten att medvetandet överlever döden studeras, och Veritaslaboratoriet vid University of Arizona som bedriver laboratorieundersökningar av medium. Flera privata institutioner, inklusive Institute of Noetic Sciences, bedriver och främjar parapsykologisk forskning. I Europa leder Storbritannien parapsykologiska studier med privat finansierade laboratorier vid universitetet i Edinburgh, Northampton och Liverpool Hope bland flera andra.
Parapsykologisk forskning har också utvidgats av andra underdiscipliner i psykologi. Dessa besläktade fält inkluderar transpersonell psykologi som studerar transcendenta eller andliga aspekter av det mänskliga sinnet, och anomalistisk psykologi som undersöker paranormala uppfattningar och subjektiva anomala upplevelser med traditionella psykologiska begrepp.
Vid Lunds universitet finns en omtvistad professur i psykologi inkluderande parapsykologi och hypnologi. Det var den danske margarindirektören Poul Thorsen som vid sin död 1962 donerade 30 miljoner kronor till professuren, vilken innehas av Etzel Cardeña.

## Forskning

### Experiment

#### Ganzfeld

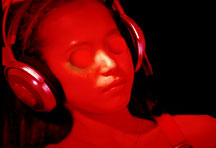
Deltagare i ett ganzfeld-experiment.

Ganzfeld-experimentet (tyska för "helt fält") är ett test för telepatisk förmåga. Tekniken utformades för att snabbt dämpa "mentalt brus" genom applicera ett milt, mönsterfritt sensoriskt fält över syn och hörsel. Isolering av synen åstadkoms vanligen genom att halva ping-pongbollar placeras över ögonen och belyses med svagt rött ljus. Hörseln blockeras vanligen genom att vitt brus eller liknande ljud spelas. Försökspersonen sitter bekvämt tillbakalutad för att minimera känselintryck.
Vid ett typiskt ganzfeld-experiment isoleras en sändare och en mottagare. Mottagaren försätts i ganzfeld-tillståndet (eller bara "ganzfeld"). För sändaren visas en bild och ombeds att mentalt sända bilden till mottagaren. Mottagaren ombeds, medan han fortfarande är i ganzfeld, att berätta om sina mentala processer, vilket inkluderar bilder, tankar och känslor. När sändningen efter vanligen 20 till 40 minuter är slutförd tas mottagaren ur ganzfeld och får se fyra bilder, varav en är den som sändaren sett. Mottagarens uppgift är att försöka välja ut den bild som sändaren sänt med hjälp av de ledtrådar som eventuellt mottagits telepatiskt under ganzfeld.
Enligt parapsykologer som Dean Radin, Charles Honorton och Daryl Bem har experimentet kunnat visa att mottagaren oftare väljer sändarens bild än om det vore helt slumpmässigt. Dessa fynd har inte verifierats av andra forskare och studiernas kvalitet är alltjämt ifrågasatta. 

## Kritik

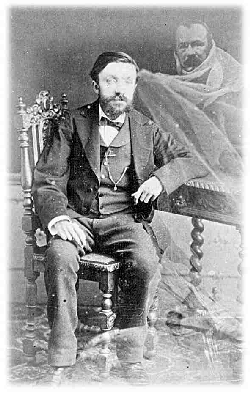
Fabricerade bilder av spöken som denna var väldigt populära på 1800-talet.

Vetenskapare som är kritiska till parapsykologi börjar med att hävda att extraordinära påståenden kräver extraordinär evidens. Förespråkare för hypoteser som går emot århundraden av vetenskaplig teoribildning måste tillhandahålla extraordinär evidens om deras hypoteser skall tas på allvar. Många granskare av parapsykologi vidhåller att den samlade mängden av evidens har dålig kvalitet och att den inte är tillräckligt kontrollerad. I deras perspektiv har det inte producerats några avgörande resultat i det parapsykologiska fältet. De anför fall av bedrägerier, feldesignade studier, ett psykologiskt behov av mysticism och fördomar som sätt att förklara parapsykologiska resultat.
Paranormala fenomens realitet och parapsykologisk forsknings vetenskapliga giltighet är föremål för fortsatt debatt. Parapsykologernas metoder betraktas som pseudovetenskap. En del av den mer specifika kritiken konstaterar att parapsykologi inte har något tydligt avgränsat studieobjekt, att enkla upprepbara experiment kan uppvisa psieffekter på begäran, och att det inte finns någon underliggande teori för att förklara den paranormala informationsöverföringen. James E. Alcock, professor i psykologi vid York University, sade att få av parapsykologins experiment har manat fram tvärvetenskaplig forskning med mer etablerade vetenskaper som fysik eller biologi. Alcock hävdar att parapsykologin fortsätter vara isolerad till sådan grad att dess själva legitimitet går att ifrågasätta, och att den på det hela taget inte förtjänar etiketten "vetenskaplig".